# Паницца, Оскар
Оскар Паницца (нем. Leopold Hermann Oskar Panizza; 12 ноября 1853, Бад-Киссинген — 28 сентября 1921, Байройт) — немецкий психиатр, писатель и журналист.

## Биография и творчество
По отцу — потомок итальянцев, католик, мать — писательница, из аристократической семьи гугенотов. Отец умер, когда Оскару было два года. Мать воспитала детей в протестантской вере, чего, по законам Германской империи, ей пришлось добиваться долго и тяжело. Скорее всего, именно тогда у Паниццы стали зарождаться антикатолические, антипапские настроения, получившие выход позднее.

## Медицина
В 1876—1880 годах Оскар Паницца учился на медицинском факультете Мюнхенского университета Людвига-Максимилиана, который окончил с отличием, став доктором медицины. Затем два года работал ассистентом крупного мюнхенского психиатра Бернхарда фон Гуддена. Убедив мать продать принадлежавший ей особняк, получил значительное денежное содержание, бросил медицину и занялся литературой.

## Литература

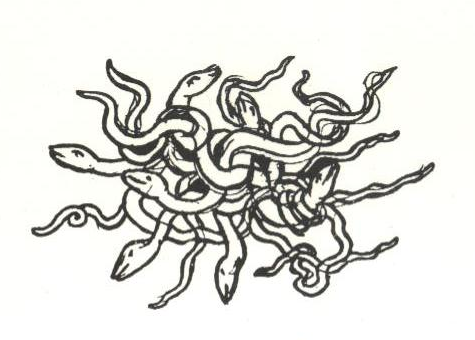
Рисунок Оскара Паниццы.

## Тюрьма и психиатрическая больница

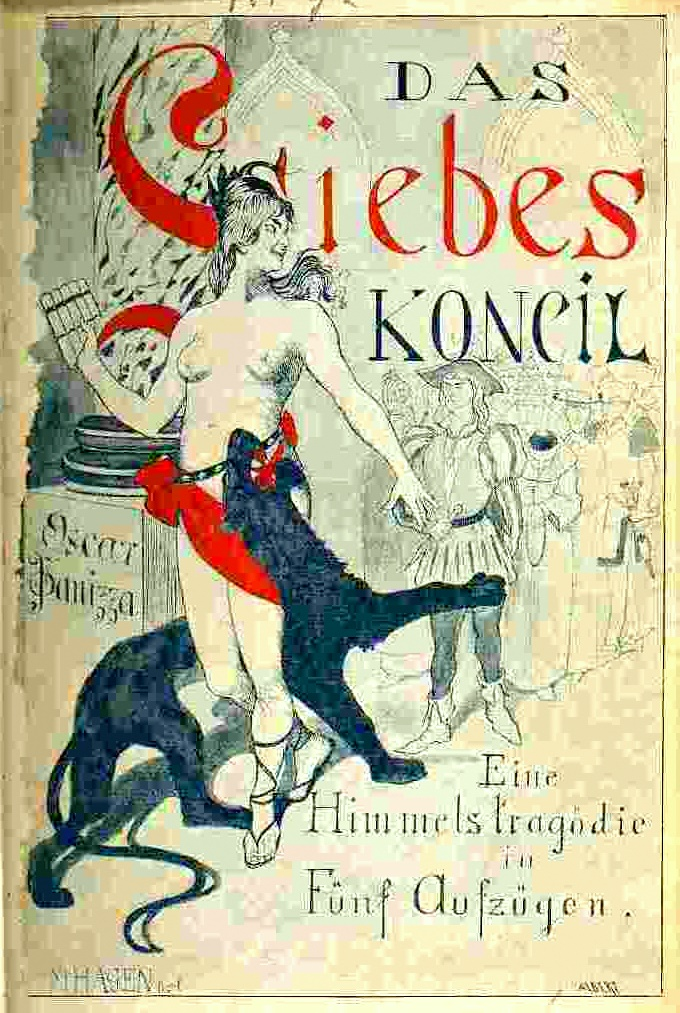
Обложка издания драмы Собор любви, 1894

Паницца отбывал срок в Амберге, после чего в 1896 г. переехал в Цюрих, занялся издательской деятельностью, выпускал журнал, где продолжал печатать антирелигиозные и антицерковные статьи. Опубликовал политическую сатиру «Психопатия Криминалис» и историческую драму «Нерон» (обе — 1898). В 1898 г. был выслан из Швейцарии как нежелательное лицо.
Переехал в Париж, издал сборник антикайзеровских стихов «Паризиана» (1899). За оскорбление императорского достоинства был заочно лишен имущественных прав, оказался разорен и в 1901 г. вернулся в Мюнхен, отдав себя в руки правосудия. Был подвергнут принудительному заключению и серии медицинских обследований, в результате которых ему поставили диагноз «паранойя». Освобожденный поэтому от судебного преследования, Паницца переехал в Париж. После нового возвращения в Германию, попытки самоубийства и спровоцированного им самим ареста (он опять обвинялся в покушении на достоинство императора), Паницца был помещен в 1905 г. в психиатрическую лечебницу «Святого Гильгенберга» на окраине Байройта. В 1908 г. переведен в санаторий «Герцогхох», взят под опеку дьяконом Фридрихом Липпертом и последние 13 лет жизни провел в этой заведении. Скончался от инсульта. Похоронен в Байройте в безымянной могиле санатория «Герцогхох».

## Наследие и признание
Антипапистские и антисемитские сочинения Паниццы пыталась использовать нацистская пропаганда в гитлеровской Германии.
На стихи Паниццы написал одну песню Р. Штраус (op. 49 № 5 «Девушка и соловей», или «Их никто не услышит»). В 1969 г. драма «Любовный Собор» была поставлена в Париже Хорхе Лавелли, декорации и костюмы Леонор Фини. По драме «Любовный Собор» снял художественный фильм Вернер Шрётер (1981, см.:  Архивная копия от 6 февраля 2007 на Wayback Machine; 1982 — премьера на Берлинском кинофестивале; 1983 — премия кинокритиков на международном кинофестивале в Сан-Паулу). Сочинения Паниццы привлекли внимание А. Бретона, М. Фуко и др.